# Transporte Magallanes
El Transporte Magallanes fue una nave mercante que en 1942 estaba varada y abandonada en Puerto Bueno y fue reflotado por la Armada de Chile. Fue remolcado por los canales patagónicos hasta Talcahuano por los remolcadores Galvarino y Cabrales en una maniobra que se ha constituido en un clásico caso de marinería.
En 1945 fue reparado y acondicionado para alojar a 30 Guardiamarinas en instrucción; se le instaló armamento mayor y antiaéreo.

## Características
Construido en 1911 tenía un desplazamiento de 6.650 toneladas. Su eslora era de 128 metros y su manga de 16 metros. Poseía una máquina de cuádruple expansión de 3.360 HP y una hélice con la que daba 11 nudos de velocidad. Usaba carbón como combustible para sus 3 calderas. Su capacidad de carboneras era de 1.100 toneladas.
En Talcahuano fue sometido a reparaciones extensas, se acondicionó un alojamiento para 30 guardiamarinas. Se le instalaron dos cañones de 3" y 8 ametralladoras antiaéreas de 20 milímetros. A contar de 1945 comenzó a servir como buque escuela y transporte.

## Historia
Fue construido en 1911. Hasta su varada en Puerto Bueno tuvo los siguientes nombres: Winfried, Siam City y Gundulich.
En 1942 se encontraba varado y abandonado en Puerto Bueno. La Armada de Chile decidió reflotarlo para emplearlo como carbonero. Buzos le taparon una gran avería que tenía en su casco y una vez reflotado fue remolcado hasta Talcahuano por los remolcadores Galvarino y Cabrales en una exitosa maniobra de excepcional eficiencia por lo largo del trayecto u tener que navegar por los canales patagónicos y mar abierto.
En Talcahuano fue sometido a reparaciones extensas, se le acondicionó su habitabilidad para alojar a 30 guardiamarinas y se le artilló con dos cañones de 3"y 8 ametralladora antiaéreas de 20 mm.
Realizó numerosos viajes en el país y al extranjero, actuando como transporte y el año 1946 como buque escuela. Tras 12 años de operación fue dado de baja el 7 de mayo de 1957 y vendido a la Compañía Minera Santa Bárbara.

## Servicio en la Armada de Chile
Realizó numerosos viajes entre los años 1947 y 1957 en el litoral chileno y al extranjero, funcionando como transporta y en 1946 como buque escuela de guardiamarinas.
Efectuó comisiones hidrográficas en distintas zonas. Destacando la efectuada en 1947 en el canal Lemuy.